# Once and Future
Once and Future is een computerspel dat werd ontwikkeld en uitgegeven door Cascade Mountain Publishing. Het spel werd uitgebracht in 1998.

## Platforms
- DOS (1998)
- Linux (1998)
- Windows (1998)
- Windows 3.x (1998)